# آرش پورنوری

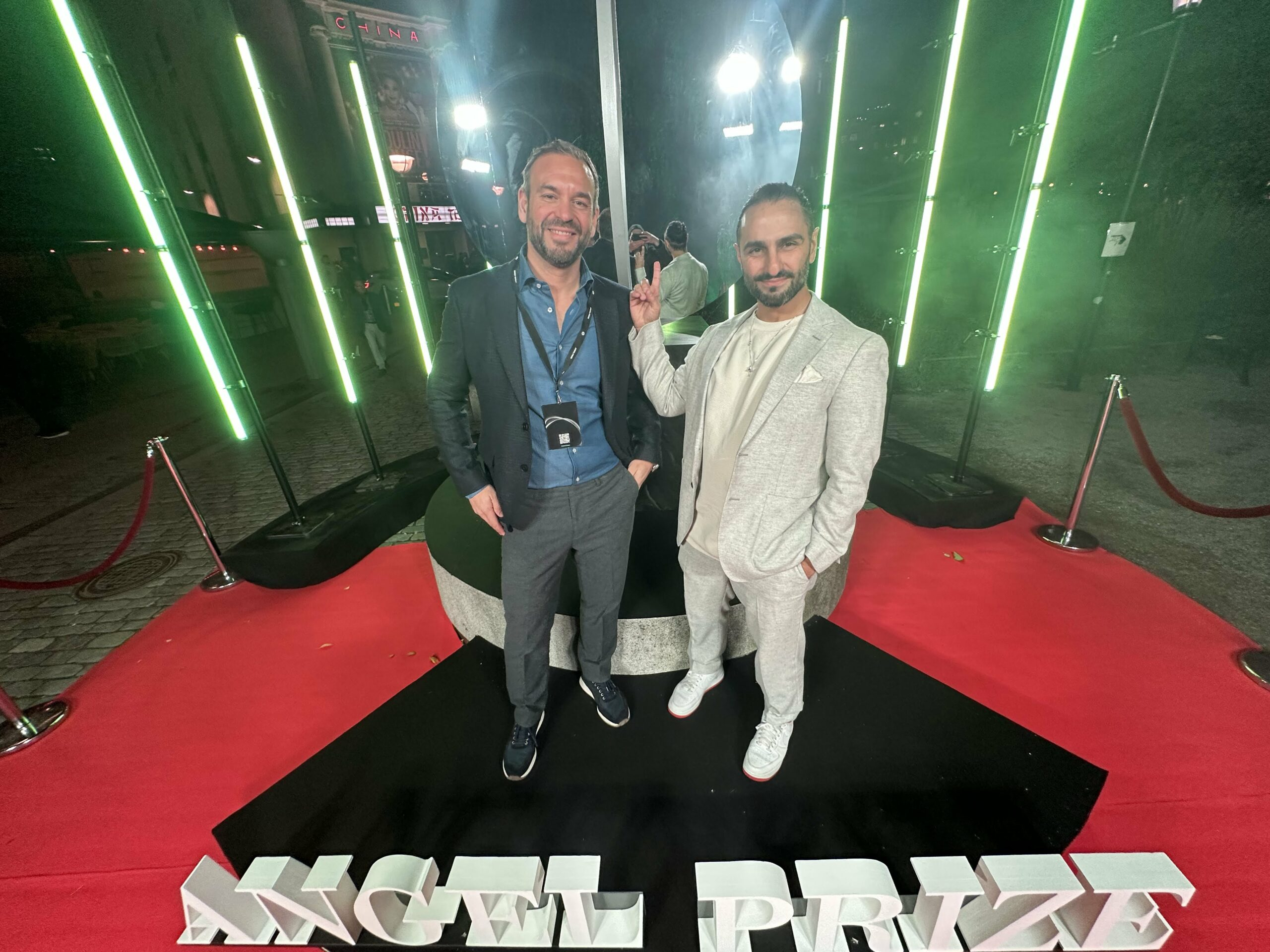
نگاره‌ای از آرش پورنوری (سمت راست) - اکتبر ۲۰۲۳

آرش اندرس «اش» پورنوری (زاده ۲۸ اوت ۱۹۸۱ در ایران) مدیر موسیقی، آهنگساز و صاحب انتشارت موسیقی  ایرانی - سوئدی است. او بیش از همه به عنوان مدیر آویچی شناخته می‌شود. او نقش مهمی به عنوان مدیر کارهای آویچی زمانی که به شهرت جهانی رسید داشت. او صاحب لیبل PRMD و یک آژانس خرید بلیط کنسرت است.
پورنوری در دوران دبیرستان در رشته حقوق تحصیل کرده‌است و تعدادی رستوران و بار در نروژ را اداره کرده و کلوپ‌های شبانه در آنجا برپا می‌کرده‌است.
پورنوری تاکنون دو بار در جوایز گرمی برای بهترین تهیه‌کننده سال و بهترین آهنگ رقص نامزد شده‌است.